# Fluide respiratoire
Bien que dans la grande majorité des cas, la respiration se fasse à partir de l'air, il est envisageable, notamment pour des raisons médicales, d'utiliser d'autres fluides, que ce soit d'autres gaz ou un liquide. Par contre, un fluide respiratoire doit absolument contenir une part d'oxygène. 
Actuellement, la technique de ventilation liquidienne totale n'a jamais été expérimentée sur l'homme. Mais plusieurs laboratoires travaillent à perfectionner un respirateur médical qui ne permet qu'une ventilation partielle à usage médical. 
En revanche, des études sur la ventilation liquidienne partielle montrent qu'il y a débat quant à l’intérêt médical de son utilisation. 

## Liste des fluides respiratoires

### Gaz
- air : mélange 78 % de diazote, 21 % de dioxygène, 0,9 % d'argon, 0,03 % de dioxyde de carbone et divers gaz nobles : gaz utilisé dans la majorité des cas
- dioxygène pur : toxique pour les anaérobie en général
- protoxyde d'azote : gaz anesthésique aussi appelé « gaz hilarant » pour ses effets euphorisants
- Entonox : mélange O2 - Protoxyde d'azote

et un certain nombre de gaz utilisés lors de la pratique de la plongée en scaphandre autonome :
- héliair : mélange d'air auquel on a rajouté de l'hélium sans rajout d'oxygène
- héliox : mélange hélium-oxygène
- hydreliox : mélange composé d'hélium, d'oxygène et d'hydrogène
- hydrox : mélange oxygène/hydrogène (plongée sous-marine très profonde)
- nitrox: mélange pauvre en azote, avec de l'oxygène
- trimix : mélange azote-hélium-oxygène

### Liquide
- Perfluorocarbure : pour la ventilation liquidienne (respiration par liquide)

## Dans la culture populaire
Une scène fameuse — et non truquée — du film Abyss (1989) de James Cameron montre l'immersion d'un rat, emprisonné dans une cage, qui respire un fluide de perfluocarbone. 
Cela a attiré les foudres des associations de protection d'animaux : cette scène a même été supprimée de la version sortie au Royaume-Uni.